# Josh Harris
Josh Harris (Carrollton, 27 aprile 1989) è un giocatore di football americano statunitense che milita nel ruolo di long snapper per i Los Angeles Chargers della National Football League (NFL).

## Carriera

### Atlanta Falcons
Al college, Harris giocò a football con gli Auburn Tigers vincendo il campionato NCAA nel 2010. Dopo non essere stato scelto nel Draft NFL 2012 firmò con gli Atlanta Falcons. Durante la pre-stagione si guadagnò il posto di long snapper titolare al posto del veterano Joe Zelenka. Fece il suo debuttò professionistico nel primo turno della stagione contro i Kansas City Chiefs.
Nel 2021 Harris fu convocato per il suo primo Pro Bowl e inserito nel Second-team All-Pro.

### Los Angeles Chargers
Il 16 marzo 2022 Harris firmò con i Los Angeles Chargers.

## Palmarès

### Franchigia
- National Football Conference Championship: 1

Atlanta Falcons: 2016

### Individuale
- Convocazioni al Pro Bowl: 1

2021
- Second-team All-Pro: 1

2021